# Belém (métro de São Paulo)
Pour les articles homonymes, voir Belém (homonymie).
Belém (en portugais : Estação Belém) est l'une station de la ligne 3 (Rouge) du métro de São Paulo. Elle est située sur l'avenida Alcântara Machado dans le quartier de Belém à São Paulo au Brésil.

## Situation sur le réseau

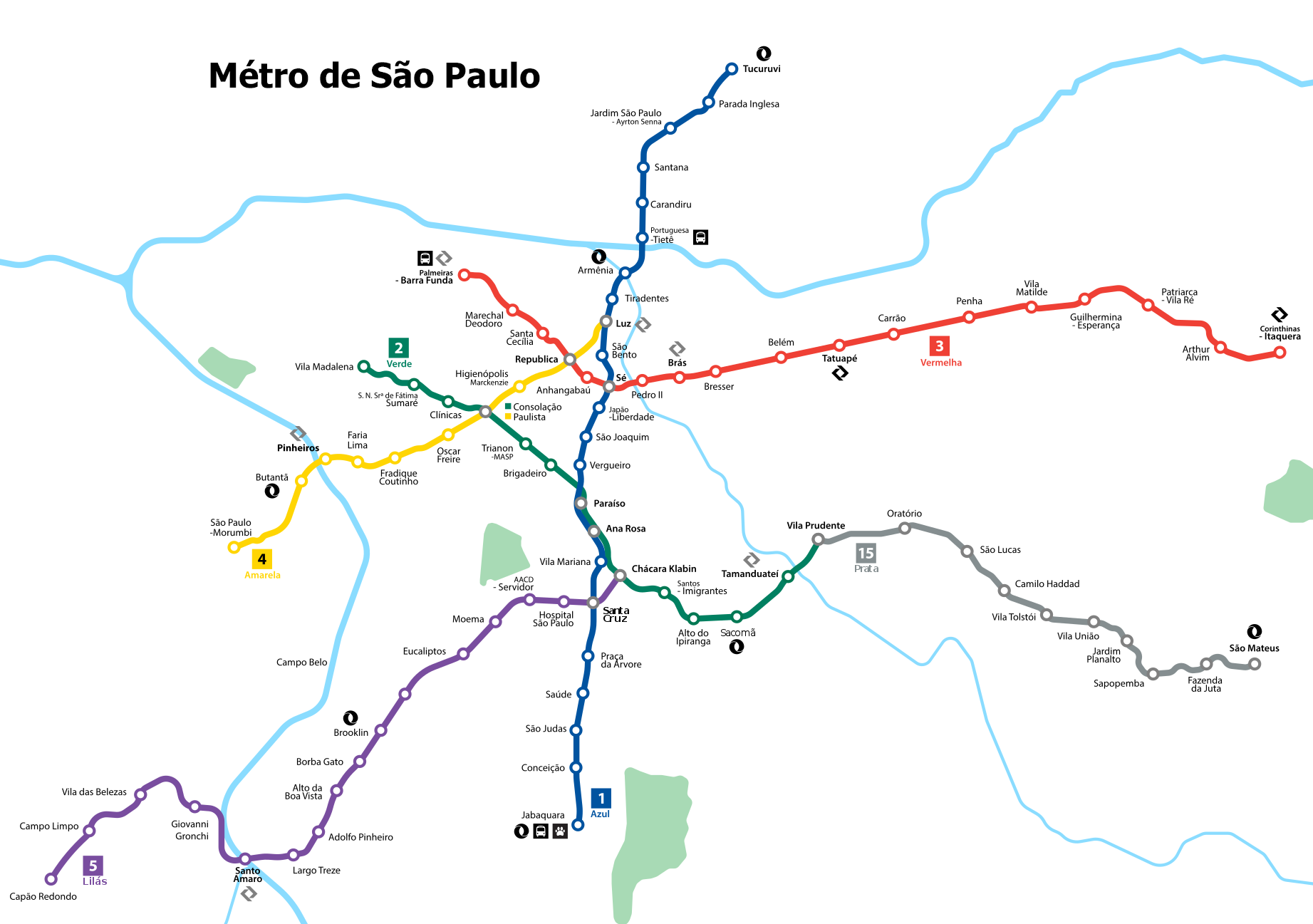
Plan du Métro de São Paulo 2020.

Établie en surface, la station Belém est située sur la ligne 3 du métro de São Paulo (rouge), entre les stations Bresser-Mooca, dont elle est séparée par un tunnel, et Tatuapé. La station est proche de l'atelier Métro Belém-I.

## Histoire
La station Belém est inaugurée le 5 septembre 1981. C'est une station avec mezzanine de distribution sur quai central, structure en béton apparent et toiture en béton préfabriqué. Elle est conçue pour accueillir 20 000 voyageurs par jour.

## Services aux voyageurs

### Accès et accueil
L'entrée donne sur l'sur l'avenida Alcântara Machado. Elle est accessible pour les personnes handicapées physiques par des rampes.

### Desserte
| Ligne                         | Terminus                                         | Stations | Durée du voyage (min) | Intervalle entre les trains (min) | Opération                                                                 |
| ----------------------------- | ------------------------------------------------ | -------- | --------------------- | --------------------------------- | ------------------------------------------------------------------------- |
| Ligne 3 du métro de São Paulo | Palmeiras - Barra Funda ↔ Corinthians - Itaquera | 18       | 32                    | 2                                 | Tous les jours, de 4h40 à 0h. Le samedi, jusqu'à 1h du matin le dimanche. |

### Intermodalité
Elle est intégrée au terminus d'autobus urbain et au parking.

## À proximité
- Parc d'État de Belém
- SESC Belenzinho
- Église São José do Belém
- Assemblée de Dieu - Ministère de Belém